# NGC 1244
NGC 1244 é uma galáxia espiral (Sab) localizada na direcção da constelação de Horologium. Possui uma declinação de -66° 46' 33" e uma ascensão recta de 3 horas, 06 minutos e 31,0 segundos.
A galáxia NGC 1244 foi descoberta em 2 de Novembro de 1834 por John Herschel.